# Hora estándar del centro

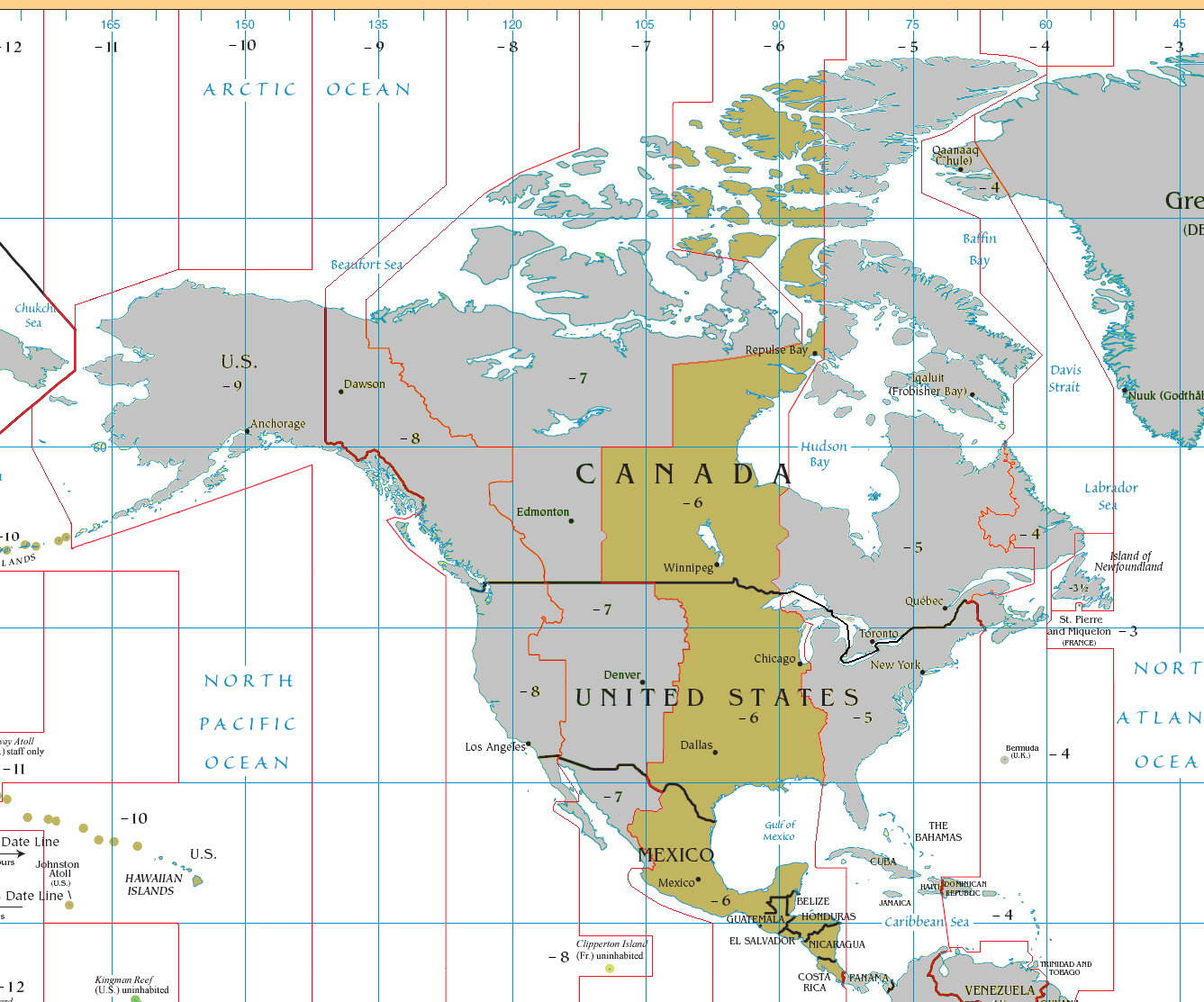
Zona horaria central.

La zona horaria central (Central Standard Time Zone (CST)) comprende un área geográfica del hemisferio norte cuya hora se obtiene restando 6 horas al UTC. Durante el horario de verano la mayoría de lugares (pero no todos) con este huso horario cambian a 5 horas detrás del UTC.

## Lugares que usan la hora estándar del centro

### Canadá
En Canadá, comprende toda Manitoba, casi todo el territorio de Saskatchewan, una ligera parte oeste de Ontario y el centro de Nunavut.

### Estados Unidos
En los Estados Unidos, el huso horario incluye completamente los estados de: Alabama, Arkansas, Illinois, Iowa, Luisiana, Minnesota, Misuri, Misisipi, Oklahoma y Wisconsin, e incluye partes de Florida, Indiana, Kansas, Kentucky, Míchigan, Nebraska, Dakota del Norte, Dakota del Sur, Tennessee y Texas.

### México
En México este huso horario es llamado Tiempo del Centro, la mayoría del país se encuentra dentro de este huso horario.

Estados dentro de la Zona Centro:
| - Aguascalientes - Campeche - Chiapas - Chihuahua - Ciudad de México - Coahuila - Colima, excepto las islas Revillagigedo - Durango - Guanajuato - Guerrero | - Hidalgo - Jalisco - Estado de México - Michoacán - Morelos - Nayarit (municipio de Bahía de Banderas) - Nuevo León - Oaxaca - Puebla | - Querétaro - San Luis Potosí - Tabasco - Tamaulipas - Tlaxcala - Veracruz - Yucatán - Zacatecas |

Los estados de Baja California, Baja California Sur, Sinaloa, Sonora y Quintana Roo no lo usan. En Nayarit, solo el municipio de Bahía de Banderas utiliza la hora estándar del centro. Gran cantidad de habitantes de Nayarit, diariamente se trasladan hacia el municipio contiguo en Jalisco (Puerto Vallarta), debido a que en aquel lugar se encuentran, en muchos casos, sus centros laborales, educativos o de servicios; pero se presenta la problemática de que no hay coincidencia de las jornadas laborales o bancarias, ni de la amplia gama de actividades productivas, hoteleras, comerciales y financieras, debido a la diferencia de horarios.

## Lugares en que usan la hora estándar del centro todo el año

### América Central
En América Central, casi todos países usan GMT-6, que todo el año coincide con CST.

Países de la capital dentro del Tiempo Central Estándar:
| - Belice Belmopán - Guatemala Ciudad de Guatemala | - El Salvador San Salvador - Honduras Tegucigalpa | - Nicaragua Managua - Costa Rica San José |

### Otras regiones
En Sudamérica, la provincia ecuatoriana de Galápagos tiene un huso horario idéntico a la Hora del Centro, pero solo durante los meses de noviembre a marzo, ya que el resto del tiempo en Norteamérica se usa UTC-5.
En Oceanía, la Isla de Pascua (Chile) tiene este el huso horario UTC-6 en los meses de invierno (mayo a agosto en 2011), momento en el cual en el Hemisferio Norte es verano y están en el huso horario UTC-5. Por lo tanto, en muy contados momentos de la historia la hora de Isla de Pascua ha sido igual a la hora estándar del centro.